# المجلس الأوروبي
المجلس الأوروبي هو قمة لرؤساء الدول ورؤساء الحكومات الدول الأعضاء في الاتحاد الأوروبي، تحت إشراف الرئيس المكلف بتسهيل الوصول لحلول وسط. يعقد المجلس اجتماعين على الأقل كل سنة (في شهري يوليو وديسمبر)، وفي نهاية كل رئاسة دورية لمجلس الاتحاد الأوروبي.
تهدف هذه القمم بين المسؤولين التنفيذيين للدول الأعضاء إلى تحديد المجالات الرئيسية لسياسة الاتحاد الأوروبي، لا سيما في السياسة الخارجية. كما أنها تسمح في كل خمس سنوات بتعيين رئيس المفوضية الأوروبية بأغلبية مؤهلة ويجري التصديق على هذا القرار من خلال تصويت في البرلمان الأوروبي.
منذ دخولها حيز النفاذ في عام 2009 في معاهدة لشبونة، فإن المفوضية الأوروبية مسؤولة أمام البرلمان وليس أمام المجلس الأوروبي (المادة 9D8).

## الهدف
على الرغم من عدم امتلاك المجلس الأوروبي سلطة تشريعية، إلا أنه هيئة إستراتيجية (وحل للأزمات) تزود الاتحاد بالتوجهات والأولويات السياسية العامة، وتؤدي أعمالها باعتبارها رئاسة جماعية. ما تزال المفوضية الأوروبية القائم الوحيد بزمام سن التشريعات، وبإمكان المجلس الأوروبي توفير قوة دافعة لتوجيه السياسة التشريعية.
يرأس رئيس المجلس الأوروبي اجتماعات المجلس، والتي ما تزال تُعرف غالبًا باسم مؤتمرات القمة التي يعقدها الاتحاد الأوروبي، وتُعقد هذه الاجتماعات مرتين على الأقل كل ستة أشهر، وعادة ما تكون في مبنى أوروبا في بروكسل. تُتخذ قرارات المجلس الأوروبي بموافقة الأغلبية المطلقة، باستثناء الحالات التي تنص فيها المعاهدات على خلاف ذلك.

## تاريخيًا
اكتسب المجلس الأوروبي رسميًا صفة مؤسسة تابعة للاتحاد الأوروبي بعد معاهدة لشبونة في عام 2007، مستقلة بذلك عن مجلس وزراء الاتحاد الأوروبي. قبل ذلك، عُقدت القمة الأولى لرؤساء دول أو حكومات الاتحاد الأوروبي في فبراير ويوليو 1961 (في مدينتي باريس وبون على التوالي). كانت هذه المؤتمرات قمة غير رسمية لزعماء الجماعة الأوروبية، وبدأت بسبب استياء الرئيس الفرنسي آنذاك شارل ديغول من هيمنة المؤسسات فوق الوطنية (ولا سيما المفوضية الأوروبية) على عملية التوحيد، ولكنها تلاشت بمرور الوقت. كانت قمة لاهاي المعقودة في عام 1969 أول قمة ذات أصداء تُعقد عقب رحيل ديغول، وجرى خلالها التوصل إلى اتفاق بشأن قبول المملكة المتحدة في الجماعة وبدء التعاون في مجال السياسة الخارجية (التعاون السياسي الأوروبي) بما يتعدى الوحدة الاقتصادية.
لم يغلب الطابع الرسمي على مؤتمرات المجلس إلا في الفترة ما بين 1974 و1988. في مؤتمر القمة الذي عُقد في باريس في ديسمبر 1974، بعد اقتراح قدمه الرئيس الفرنسي آنذاك فاليري ماري جورج جيسكار ديستان، جرى الاتفاق على ضرورة تقديم مساهمات سياسية على مستوى أرفع في أعقاب «أزمة الكرسي الفارغ» والمصاعب الاقتصادية.  في 10 و11 مارس 1975، عُقد المجلس الأوروبي الافتتاحي، كما أصبح معروفًا، في دبلن حيث تولت أيرلندا رئاسة مجلس الوزراء. في عام 1987، أُدرج المجلس في المعاهدات للمرة الأولى (القانون الأوروبي الموحد) وحاز على دور محدد لأول مرة في معاهدة ماستريخت. لم يتطلب المجلس في البداية سوى عقد اجتماعين على الأقل في السنة، ما أسفر عن عقد ثلاثة اجتماعات في المتوسط سنويًا خلال الفترة 1975-1995. منذ عام 1996، تطلب المجلس عقد أربعة اجتماعات في السنة كحد أدنى. خلال الفترة 2008-2014، تجاوز عدد الاجتماعات الحد الأدنى، بمتوسط سبعة اجتماعات تُعقد سنويًا. أُضفي الطابع الرسمي على مقر المجلس في عام 2002، واتُخذ من بروكسل مركزًا له. تعقد المجالس الأوروبية ثلاثة أنواع من الاجتماعات: غير الرسمية والمُقررة والاستثنائية. تُقرَّر الاجتماعات غير الرسمية قبل عام ونصف من عقدها، ولكنها تختلف عن الجلسات العادية المقررة بعدم اختتامها باستنتاجات المجلس الرسمية، وتنتهي عوضًا عن ذلك ببيانات سياسية شاملة بشأن بعض المسائل المتعلقة بالسياسة العامة المختارة. تنتهي الاجتماعات الاستثنائية دائمًا باستنتاجات المجلس الرسمية –ولكنها تختلف عن الجلسات المقررة بعدم جدولتها قبل ما يتجاوز العام، كما حدث مثلًا في عام 2001 حيث اجتمع المجلس الأوروبي لترأس رد الاتحاد الأوروبي على هجمات 11 سبتمبر.
فيما يلي، بعض اجتماعات المجلس الأوروبي –قبل إضفاء الطابع الرسمي على المجلس واجتماعات رؤساء الحكومات– التي يعتبرها البعض نقاط تحول في تاريخ الاتحاد الأوروبي:
- 1969، لاهاي: تحديد السياسة الخارجية والتوسع.
- 1974، باريس: إنشاء المجلس.
- 1985، ميلانو: الشروع في تنفيذ القانون الأوروبي الموحد.
- 1991، ماستريخت: اتفاق بشأن معاهدة ماستريخت.
- 1992، إدنبرة: اتفاق (وفقًا لأحكام المعاهدة) بشأن الإبقاء على ستراسبورغ مقرًا عامًا للبرلمان الأوروبي.
- 1993، كوبنهاغن: التعريف بشروط كوبنهاغن.
- 1997، أمستردام: اتفاق بشأن معاهدة أمستردام.
- 1998، بروكسل: تحديد الدول الأعضاء المختارة لتبني اليورو.
- 1999، كولونيا: إعلان بشأن القوات العسكرية.
- 1999، تامبيري: الإصلاح المؤسسي.
- 2000، لشبونة: إستراتيجية لشبونة.
- 2002، كوبنهاغن: الاتفاق على توسيع العضوية في مايو 2004.
- 2007، لشبونة: اتفاق بشأن معاهدة لشبونة.
- 2009، بروكسل: تعيين أول رئيس ودمج المندوب السامي.
- 2010، صندوق الإنقاذ المالي الأوروبي.